# Страйд
Страйд — техніка гри на фортепіано, пов'язана з партією лівої руки джазового піаніста, де постійно чергуються басові звуки на першій та третій долях з вищими акордами на другій та четвертій долях чотиридольного розміру. Повна назва — Harlem Stride, що дослівно перекладається як «Гарлемський крокуючий», серед музикантів також є поширеною назва «крокуюче піаніно». Техніка прийшла у джаз з регтайму і є типовою для піаністів гарлемського джазу 1930-х рр. Страйд також іноді використовують піаністи сучасного джазу.

## Історія

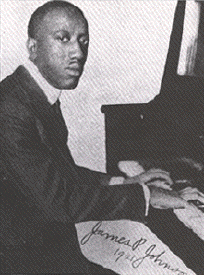
Джеймс Джонсон (1894—1955)

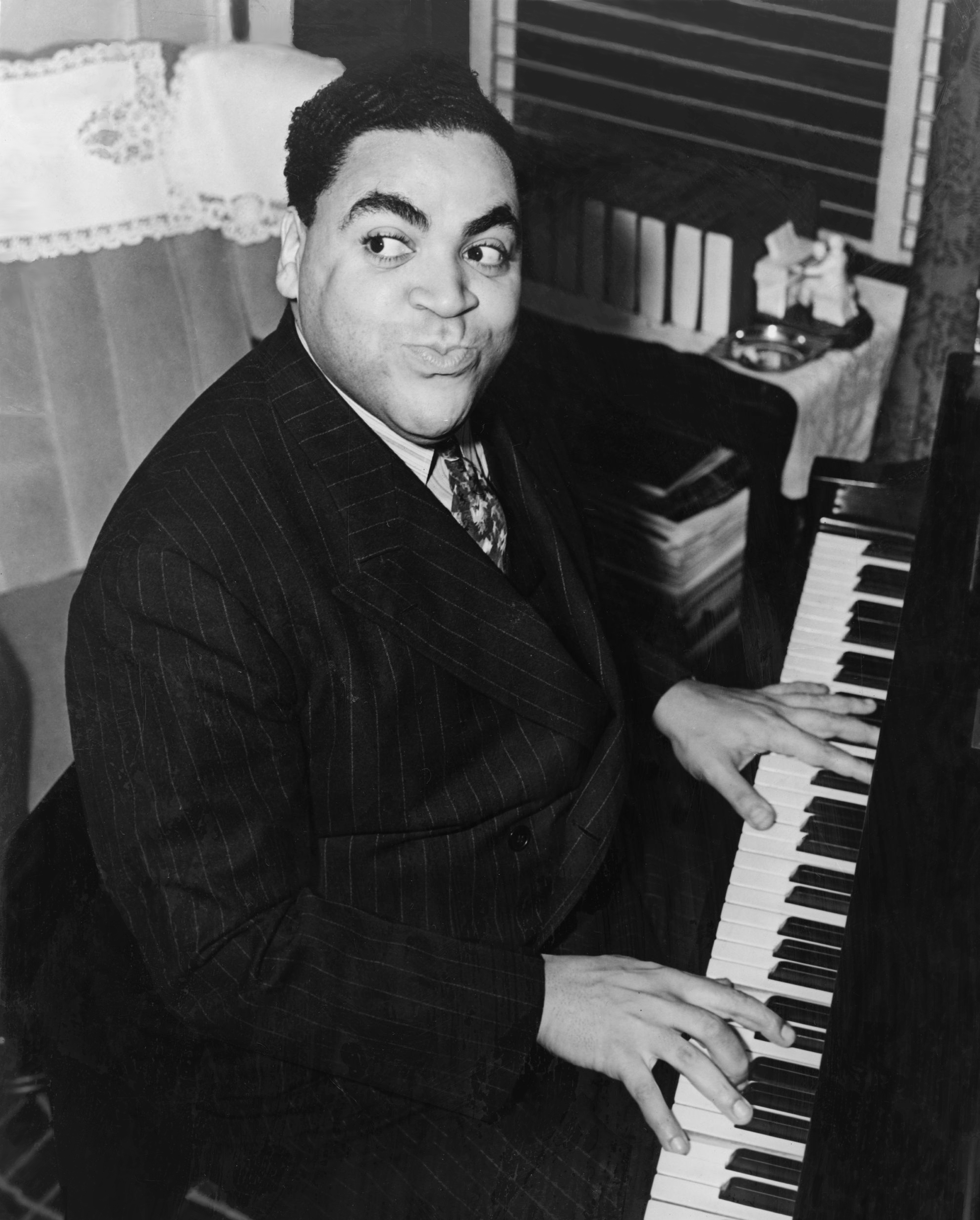
Томас «Фетс» Воллер (1904—1943), учень Джеймса П. Джонсона, суттєво вплинув на розвиток стилю

Виник в Гарлемі і на Манхеттені. На початку ХХ ст. в Нью-Йорк стікалися численні виконавці регтайма, влаштовувалися танцювальні вечори та змагання, ставилися шоу-менестрелі. Виникнення страйду пов'язане з тим, що піаністи мали виконувати музику щоночі і щоб внести різноманітність у монотонні регтайми, вони намагалися перетворювати їх на більш віртуозні твори. Страйд сформував гарлемський фортепіанний стиль. Водночас він продовжував традиції регтайму та баррел-хауз. З часом піаністи страйда стали аранжувати подібним чином практично будь-яку популярну мелодію свого часу, перетворюючи її на джазовий твір, хоча ще в 1920-ті роки подібний стиль називався швидше «регтайм», ніж «страйд» або «джаз».
Одним з основоположників гарлемської школи був піаніст з академічною освітою — Джеймс Джонсон. На нього значно вплинули білі музиканти новоорлеанского стилю, що привезли свою музику у Нью-Йорк. Це вплинуло на те, що гра Д. Джонсона перетворилася з розважальної таперської на джазову. У результаті рояль уподібнився до бенду з розподіленими функціями, які були підвладні піаністу-віртуозу. Вважається, що Джеймс Джонсон і Фетс Воллер першими почали використовувати «блукаючі децими», коли виконавець грає децими, немов «блукаючі» вгору і вниз клавіатурою, замість звичних терцій або поодиноких басових нот.
Піонерами страйда були Лакі Робертс, Джеймс П. Джонсон і Фетс Воллер. Серед інших відомих виконавців — Віллі «Лев» Сміт, Арт Тейтум, Дональд Ламберт, Кліфф Джексон, Юбі Блейк, Дік Уеллстуд, Клод Хопкінс, Ральф Саттон, Хенк Дункан, Дік Хаймен, Дон Юелл, Майк Ліпскін, Марк Бірнбаум, Джим Хешен.

## Техніка
Ліва рука в страйді зазвичай виконує чотирьохударний пульс, використовуючи поодинокі басові ноти, октави, септими або децими на першому і третьому ударах, і акорд на другому і четвертому ударах. На відміну від більш раннього Сент-Луїського стилю, в страйді ліва рука робить інтенсивніші рухи на клавіатурі, «крокуючи» по ній (звідки і назва стилю), а темп гри пришвидшився, хоча існують окремі страйдові твори у повільному темпі.
Права рука грає мелодію, риф, нерідко і контрапункт, тоді як ліва в основному підтримує ритмічний малюнок (наприклад, блукаючий бас). Для додавання забарвлення тону замість поодиноких басових нот нерідко використовуються октави.

## Вплив
Відомо, що творчість Джеймса Джонсона і Фетса Воллера вплинула на молодого Дюка Еллінгтона. В юному віці він намагався наслідувати музикантів, розвиваючи у своїй музичній техніці страйд.

## Твори
- Джеймс Прайс Джонсон «Carolina Shout» (1918/1921), "Mule Walk, " «Caprice Rag»
- Томас «Фетс» Воллер «Handful of Keys» (1929), «Vipers Drag» (1934), «Alligator Crawl» (1934)
- Віллі «Лев» Сміт «Finger Buster» (1931), «Echoes Of Spring» (1939)